# Шани, Лахав
Ла́хав Шани́ (ивр. להב שני‎; род. 7 января 1989, Тель-Авив или Яффа) — израильский пианист и дирижёр, победитель международного конкурса дирижёров имени Густава Малера в Бамберге.

## Биография
Родился в семье израильского музыканта Михаэля Шани, хорового и симфонического дирижёра.
С шести лет получал уроки игры на фортепиано у Ханны Шальги, а затем у Ари Варди в музыкальной школе им. Бухмана Мехты в Тель-Авиве. Позже брал уроки контрабаса у Тедди Клинга, первого контрабасиста Израильского филармонического оркестра. Затем переехал в Германию, где продолжил учёбу в Берлинской высшей школе музыки имени Эйслера. Его наставниками были Кристиан Эхвальд (дирижёр оркестра) и Фабио Бидини (фортепиано). Посещал мастер-классы пианиста и дирижёра Даниеля Баренбойма.
С 2000 по 2010 год был стипендиатом Американо-израильского культурного фонда. Являлся участником молодёжной музыкально-образовательной программы Иерусалимского музыкального центра. В 2015—2017 годах получал грант от фонда Даниеля Баренбойма и Высшей школы музыки имени Эйслера.
Некоторое время выступал как пианист и контрабасист. В этом качестве играл во многих оркестрах под управлением Зубина Меты, Даниеля Баренбойма, Густаво Дудамеля и Курта Мазура.
Мировую известность в качества дирижёра получил после завоевания первой премии на Международном конкурсе Густава Малера в 2013 году. С тех пор дирижировал Израильским, Лос-Анджелесским, Бирмингемским симфоническим оркестром, капеллой Берлина, оркестром Венской филармонии. В сезоне 2017/18 года был постоянным приглашённым дирижёром Венского симфонического оркестра. 8 мая 2018 года выступал на престижном Фестивале радости на площади Героев Вены.
В июне 2017 года дебютировал с Роттердамским филармоническим оркестром в качестве дирижёра и солиста фортепиано. В августе 2017 года дирижировал оркестром во время концерта в Веерхафене. Стал самым молодым главным дирижёром в истории Роттердамского оркестра.
Жил в Берлине, с 2020 года — в Тель-Авиве.
17 января 2018 года Израильский филармонический оркестр сообщил, что в 2020 году Шани станет преемником Зубина Меты на посту музыкального директора оркестра.
С 2026 года станет главным дирижёром Мюнхенского филармонического оркестра, покинув Роттердамский, но оставшись музыкальным директором Израильского.